# Boro
O boro é um elemento químico de símbolo B, número atômico 5 (5 prótons e 5 elétrons) com massa atómica 11 u. Ele é exclusivamente produzido pela espalação de raios cósmicos e não pela nucleossíntese estelar e, por esse motivo, é um elemento escasso tanto no sistema solar quanto na crosta terrestre. Concentra-se nas regiões com alta solubilidade hídrica de seus compostos naturais, os boratos. Estes são extraídos industrialmente pelos evaporitos, como o bórax e a kernita. Os maiores depósitos de boro estão na Turquia.
É um elemento inerte, classificado como metaloide, e é encontrado em pequenas amostras em meteoroides, porém não encontrados normalmente na Terra. A produção industrial em seu estado nativo é difícil, tendendo a produzir materiais refratários quando em contato com pequenas quantidades de carbono ou outros elementos químicos. Geralmente os alótropos de boro são amorfos, e o boro é um pó marrom ou cristalino, escurecido, com elevada dureza (aproximadamente 9,5 na escala de Mohs) e com baixa condutividade elétrica em temperatura ambiente. Sua principal aplicação está na produção de filamentos de boro, que são utilizados como um produto similar às fibras de carbono em materiais com alta resistência mecânica, úteis na indústria aeroespacial.
Quase todo o boro é utilizado na forma de compostos químicos. Metade do consumo mundial dos compostos de boro está na produção de aditivos para fibras de vidro, utilizada em isolamento ou como material estrutural. Seus compostos também são utilizados em grande proporção na produção de polímeros e cerâmicas, cujas estruturas necessitam de elevada relação peso/resistência, e de materiais refratários. O vidro borossilicato é utilizado quando é necessária uma resistência mecânica e a choques térmicos maior que a de vidros produzidos pela cal sodada. Compostos de boro também são usados como fertilizantes na agricultura. Nas aplicações minoritárias, o boro é um importante dopante nos semicondutores, e os reagentes que contém boro são utilizados como intermediários na síntese orgânica fina e nos compostos orgânicos utilizados na indústria farmacêutica (cuja parte dela está em fase de pesquisa ou já é encontrado no mercado?). O boro encontrado na natureza é composto de dois isótopos estáveis, dos quais o boro-10 têm numerosas aplicações como agente de captura de nêutrons.
Na biologia, os boratos têm uma baixa toxicidade nos mamíferos (similar ao sais), porém são muito mais tóxicos aos artrópodes, e são utilizados como inseticidas. O ácido bórico é um antimicrobiano mediano, e seus compostos são reconhecidos como antibióticos naturais. O boro é um microelemento fundamental para a vida, sendo necessárias pequenas quantidades de compostos de boro para o fortalecimento da parede celular de todas as plantas (como também, no solo?). É um elemento ultratraço nos animais, sendo desconhecida sua importância para a fisiologia.

## História

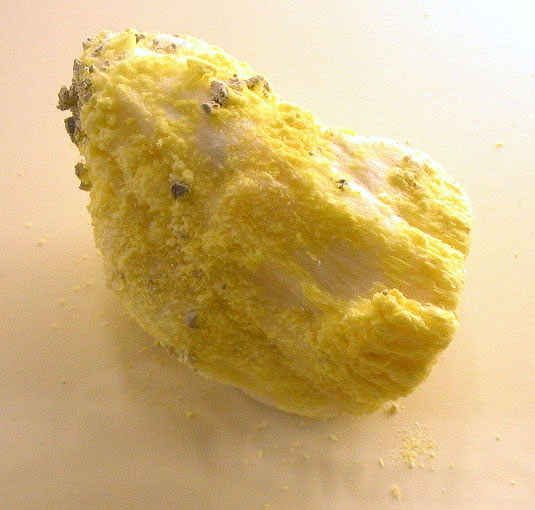
Mineral Sassolita

O nome tem como origem a palavra árabe بورق  buraq ou a persa بوره burah; que são nomes comuns ao mineral bórax. Seus compostos são conhecidos desde a Antiguidade tendo sido utilizados na China, Egito e Babilônia. O bórax é encontrado nos desertos ocidentais do Tibete onde é conhecido como tincal. Vidros com bórax foram utilizados na China no século III e alguns destes objetos chegaram ao Ocidente, durante o qual o alquimista persa Jābir ibn Hayyān parece mencionar no século VII. Marco Polo trouxe outros objetos com bórax para a Itália durante o século XIII. Agrícola, por volta de 1600, relatou o uso do bórax na metalurgia e em 1777 o ácido bórico foi reconhecido nas fontes termais próximas a Florença, Itália, e passou a ser conhecido como sal sedativum devido aos seus usos médicos. Um de seus minerais, a sassolita, é encontrada perto de Sasso, Itália, que foi a principal mina de bórax de origem europeia de 1827 a 1872, quando as minas americanas e turcas substituiram os produtores de pequena escala. Os compostos foram relativamente pouco usados na química até o final da década de 1800, quando a Pacific Coast Borax Company de Francis Marion Smith popularizou estes compostos em grandes quantidades e por preços baixos.
O boro não foi reconhecido como um elemento até que fosse isolado por Sir Humphry Davy e por Joseph Louis Gay-Lussac e Louis Jacques Thénard. Em 1808 Davy observou que a corrente elétrica enviada a uma solução de boratos produzia um precipitado marrom em um dos eletrodos. Em experimentos subsequentes ele utilizou potássio para reduzir o ácido bórico ao invés da eletrólise. Ele então produziu boro o suficiente para confirmar um novo elemento que nomeou como boracium. Gay-Lussac e Thénard usaram ferro para reduzir o ácido bórico em altas temperaturas. Eles demonstraram pela oxidação do boro com o ar que o ácido bórico é um produto desta reação.
Jöns Jakob Berzelius identificou o boro como um elemento em 1824 e o elemento puro pelo americano Ezekiel Weintraub em 1909.

## Abundância e obtenção

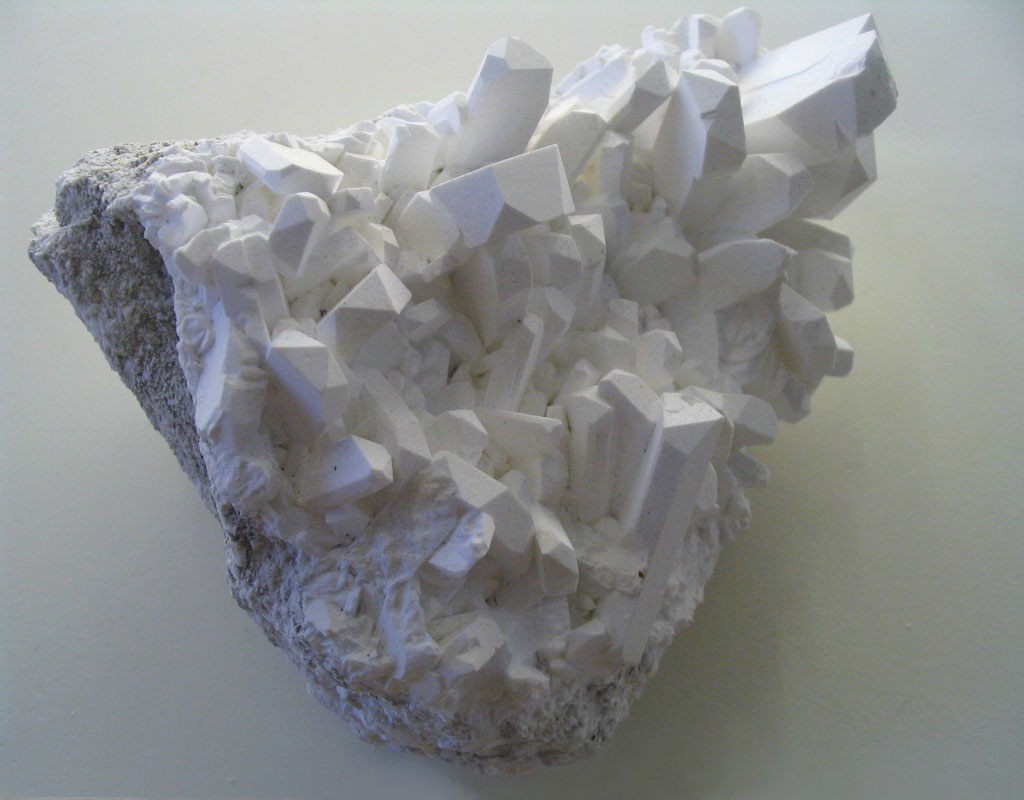
Cristais de bórax

O boro é um elemento relativamente raro representando somente 0,001% da crosta terrestre com os depósitos comerciais estimados em aproximadamente dez milhões de toneladas, sendo a Turquia, com 63% das reservas mundiais, e os Estados Unidos os maiores produtores. O elemento não é encontrado na forma pura mas combinado com outros elementos como compostos, formando minerais. No solo, os principais depósitos são áreas de antigas formações vulcânicas no qual está presente na forma de boratos e em sistemas de água como oceanos e rios sua concentração é variável sendo da ordem de 4,5 micrograma por litro nos oceanos. Sua assimilação no solo depende de fatores como umidade, lixiviação e acidez, o que pode provocar a deficiência em plantas de regiões tropicais.
O boro é acumulado através de três vias geológicas distintas: óxidos ou silicatos de ferro, óxidos de magnésio sedimentados de fontes marinhas e hidratos de cálcio e sódio acumulados em regiões continentais com atividade vulcânica e que são as mais importantes economicamente que são os minerais bórax ou tincal, kernita, ulexita e a colemanita. O bórax é encontrado no Deserto de Mojave na Califórnia onde está localizada a maior mina a céu aberto do mundo e a maior produtora de bórax, que responde por quase a metade dos boratos mundiais. Entretanto, os maiores depósitos conhecidos permanecem não aproveitados na Turquia Central e Ocidental, nas províncias de Esquixequir, Cutáquia e Balequessir.
Existem mais de 150 compostos contendo boro, sendo os elementos mais comuns em combinações o cálcio, sódio e o magnésio.
Fontes antropogênicas incluem a queima de carvão e o despejo em depósitos de lixo. Em vias aquáticas, o elemento pode ser encontrado em efluentes, principalmente em áreas onde seus compostos são utilizados em detergentes. As principais fontes de reciclagem são de fibras de vidro, vidrarias de borosilicato e cerâmicas.
| 1. | Turquia   | 2.400 |
| 2. | Chile     | 400   |
| 3. | China     | 250   |
| 4. | Bolívia   | 200   |
| 5. | Alemanha  | 120   |
| 6. | Peru      | 111   |
| 7. | Rússia    | 80    |
| 8. | Argentina | 71    |

Fonte: USGS.
OBS: Dados dos Estados Unidos não disponíveis

## Características

### Propriedades físicas
O boro é o quinto elemento da tabela periódica e o único semimetal do grupo 3.
O boro arde com chama verde e entre as características ópticas deste elemento, se incluí a transmissão de radiação infravermelha. Na temperatura ambiente sua condutividade elétrica é pequena, porém é bom condutor de eletricidade em temperaturas altas.
Este metaloide tem a maior resistência à tração entre os elementos químicos conhecidos; o material fundido com arco tem uma resistência mecânica entre 1600 e 2400 MPa.
O nitreto de boro é um isolante elétrico, porém conduz o calor tão bem quanto os metais. É empregado na obtenção de materiais tão duros quanto o diamante. O boro tem, também, qualidades lubrificantes similares ao grafite e, comporta-se como o carbono na capacidade de formar redes moleculares através de ligações covalentes estáveis.

### Isótopos
Os principais isótopos são o 10B (19,9%) e 11B (80,1%) que são abundantes e estáveis possuindo reatividades diferentes que podem ser exploradas para entender a fisiologia de seres vivos e eventos geológicos. O 10B é utilizado como receptor de nêutrons em tratamentos de câncer em tumores cerebrais inoperáveis.

### Propriedades químicas

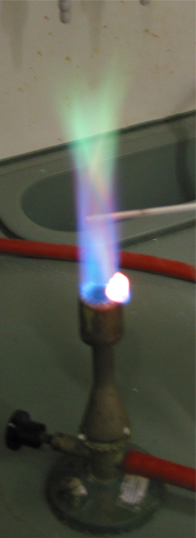
Teste de chama do boro

Sua configuração eletrônica possui hibridização sp² no qual os elétrons do orbital inferior 2s ocupam os orbitais 2px e 2py. O boro possui, assim, três elétrons de valência; no entanto, diferentemente dos demais elementos do grupo 13, como o alumínio e o gálio (bem como dos metais trivalentes em geral), o boro é incapaz de perder esses três elétrons de valência para formar cátions B3+, devido ao seu raio atômico muito reduzido, o que resulta em uma elevada energia de ionização. Desta forma, o boro não possui tendência a formar íon e forma somente ligações covalentes. No entanto, por ter menos de quatro elétrons de valência, essas ligações resultam frequentemente em moléculas com o octeto incompleto com seis elétrons.
A química do boro assemelha-se à do carbono e à do silício mais do que a outros elementos do grupo 13, formando compostos covalentes em cadeias e também uma família de ânions oxigenados chamados boratos, que são muito semelhantes aos silicatos. O óxido de boro, B2O3, é um óxido ácido (semelhante ao SiO2), formando ácido bórico, H3BO3, ao reagir com a água. O boro forma haletos covalentes com baixos pontos de fusão e ebulição de fórmula geral BX3 (X = F, Cl, Br ou I), que são moléculas simples de geometria trigonal plana que hidrolisam prontamente em contato com a água. Trifluoreto de boro, BF3, um gás incolor e tóxico, é um composto típico e um reagente químico muito útil.
O boro frequentemente forma compostos deficientes em elétrons. Muitos de seus compostos são ácidos de Lewis, no qual o átomo de boro frequentemente atua como receptor de pares eletrônicos de outros átomos para completar seu octeto. Uma reação ilustrativa é a reação do trifluoreto de boro com ânions fluoreto para formar o ânion complexo tetrafluoroborato:
BF3 + F- ---> [BF4]-
O elemento também forma diversos compostos do tipo cluster nos quais há extensa ocorrência de ligações tricentradas com dois elétrons, como ocorre nos boranos e carboranos. Nestes compostos, há ligações em que uma única ligação covalente une três átomos.
O elemento não ocorre na forma livre e normalmente nem ligado a outros elementos senão o oxigênio. Com este elemento, é possível que forme ligações em cadeia poliméricas a partir do BO3 que podem ter formatos variados.A química dos organoboranos tem papel biológico importante e são definidas por compostos contendo ligações B-O ou B-N com um ou mais átomos de oxigênio. Em animais, a forma inorgânica é basicamente o ácido bórico e sua forma básica B(OH)4- cujas proporções variam conforme pH funcionando como mecanismo regulador de atividades enzimáticas. As ligações covalentes de amino-boranos possivelmente também possuem papel biológico sob a forma de complexos, atuando no sítio ativo de enzimas.

## Produção
As fontes economicamente mais importantes de boro são os minerais: colemanita, rasolita (kernita), ulexita e o bórax. Esses minerais juntos constituem 90% da exploração de minério de boro. Os maiores depósitos globais de bórax conhecidos, muitos deles inexplorados, estão no centro e no ocidente da Turquia, incluindo as províncias de Esquixequir, Cutáquia e Balequessir. As reservas globais de minério de boro excedem em cerca de um bilhão de toneladas métricas, diante a produção anual de cerca de quatro milhões de toneladas.
A Turquia e os Estados Unidos são os maiores produtores de boro. A Turquia supre cerca de metade da demanda internacional, embora a companhia estatal de mineração e indústria química Eti Maden IGM (em turco:  Eti Maden İşletmeleri) concentre essas atividades no país. Eles retêm um monopólio governamental na mineração de boratos na Turquia, onde possuem aproximadamente 72% dos depósitos em todo o mundo conhecidos. Em 2012, eles mantinham 47% do mercado global de minérios de borato, à frente do seu maior competidor, o grupo Rio Tinto.
Quase um quarto da produção de boro (23%) vem da única mina "Rio Tinto Borax Mine" (também conhecidas como "U.S. Borax Boron Mine") 35° 02′ 34,447″ N, 117° 40′ 45,412″ O próxima de Boron (Califórnia).

### Tendência de mercado
O preço em média do boro cristalino é de U$$5/g. Em estado nativo é geralmente aplicado na fabricação de fibras de boro, onde é processado por deposição química em fase vapor no núcleo de tungstênio (veja abaixo). Elas são usadas em aplicações de compósitos leves, como as fitas de alta resistência. Esta aplicação é minoritária frente a sua versatilidade. O boro é adicionado dentro de semicondutores como compostos, por ionização.
O consumo global de boro (a maior parte como compostos) estava estimada em redor de 4 milhões de toneladas de B2O3 em 2012. A capacidade de mineração e refino são considerados adequados para suprir o aumento da demanda até o fim da próxima década.
Os métodos em que o boro são consumidos mudaram nos últimos anos. A utilização de minérios como a colemanita está sendo gradualmente substituída por contêm-las arsênio e, consequentemente pela substituição por boratos refinados e o ácido bórico, por serem menos poluentes.
O aumento da demanda por ácido bórico tem levado a muitos produtores a investirem no aumento de capacidade. A estatal turca Eti Maden IGM inaugurou uma nova planta industrial de ácido bórico com a capacidade de produção de cem mil toneladas por ano em Emet em 2003. O grupo Rio Tinto também aumentou a capacidade de boro de cerca de duzentos e sessenta mil toneladas anuais para trezentos e dez mil toneladas em maio de 2005, com planos de crescimento destes para trezentos e sessenta e seis mil toneladas por ano em 2006. Além disso, os produtores chineses não têm sido capazes de suprir os aumentos significativos de demanda de boratos de alta qualidade, o que levou a centuplicado as importações de tetraborato de sódio (bórax) entre 2000 até 2005 e ao aumento anual de 28% de importação de ácido bórico durante o mesmo período.

## Aplicações
A principal atividade econômica do boro é na produção do bórax e do ácido bórico, com diversas aplicações, com majoritária relevância na indústria de papel, celulose e nos agroquímicos.

### Agentes alvejantes e detergentes

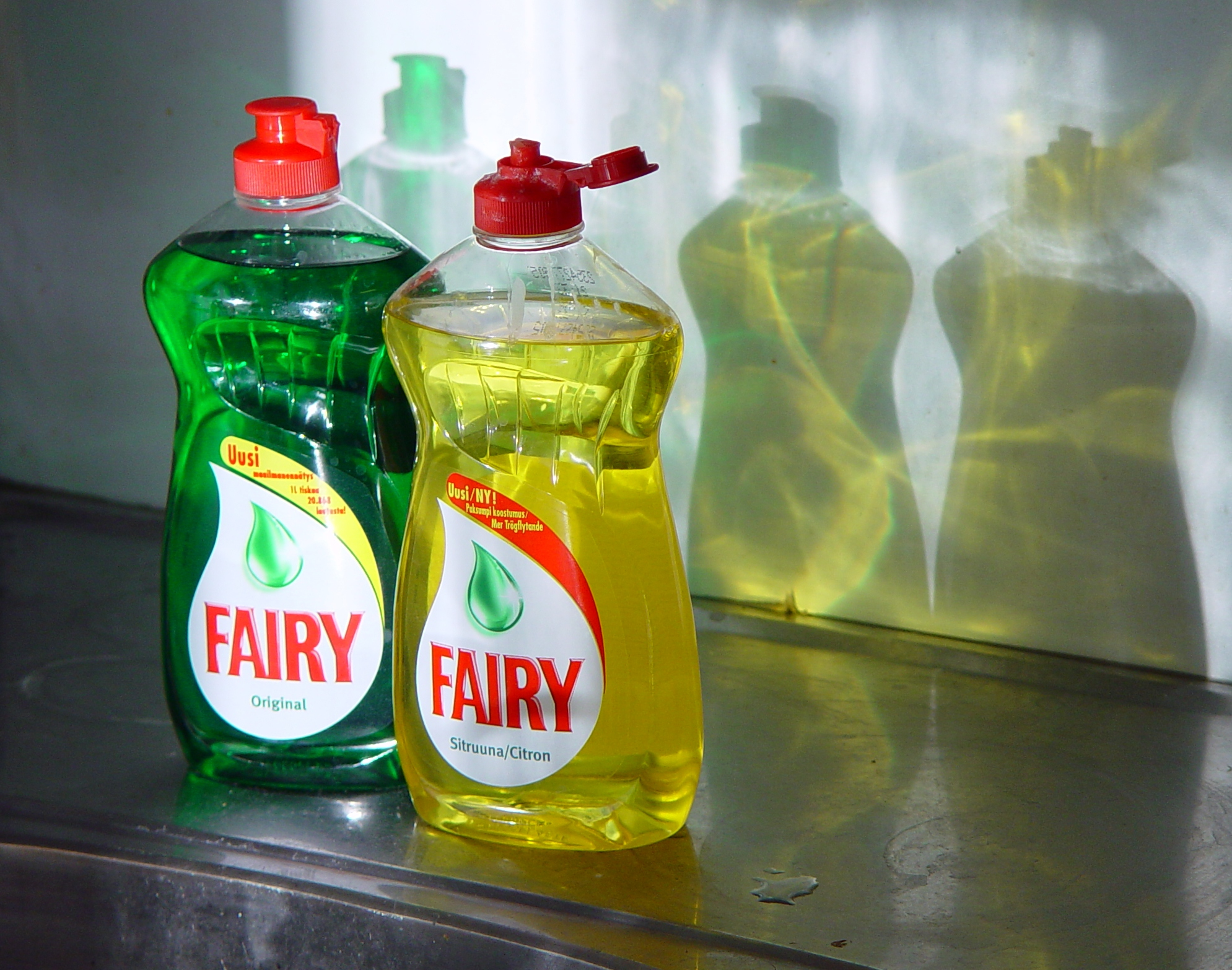
O detergente aplica alguns compostos de boro como agente oxidante

O bórax é utilizado em diversos produtos de lavagem e limpeza doméstica, incluindo o aditivo de limpeza "20 Mule Team Borax" e o "Boraxo" como sabão para limpeza pesada. Ele também está presente em muitas fórmulas de creme dental com a finalidade de promover o clareamento dos dentes .
O perborato de sódio serve como um recurso de agente oxidante em muitos detergentes, sabão em pó, agentes de clareamento e em lixívias. Apesar do nome, "Borateem" é um sabão em pó que não quaisquer compostos de boro, utilizando um aduto de carbonato de sódio com peróxido de hidrogênio como um alvejante instantâneo.

### Aplicações biológicas e farmacêuticas
O ácido bórico têm propriedades antissépticas, fungicida e antiviral e por essas razões é utilizado como clarificador da água no tratamento de água em piscinas .

### Cerâmicas e vidrarias

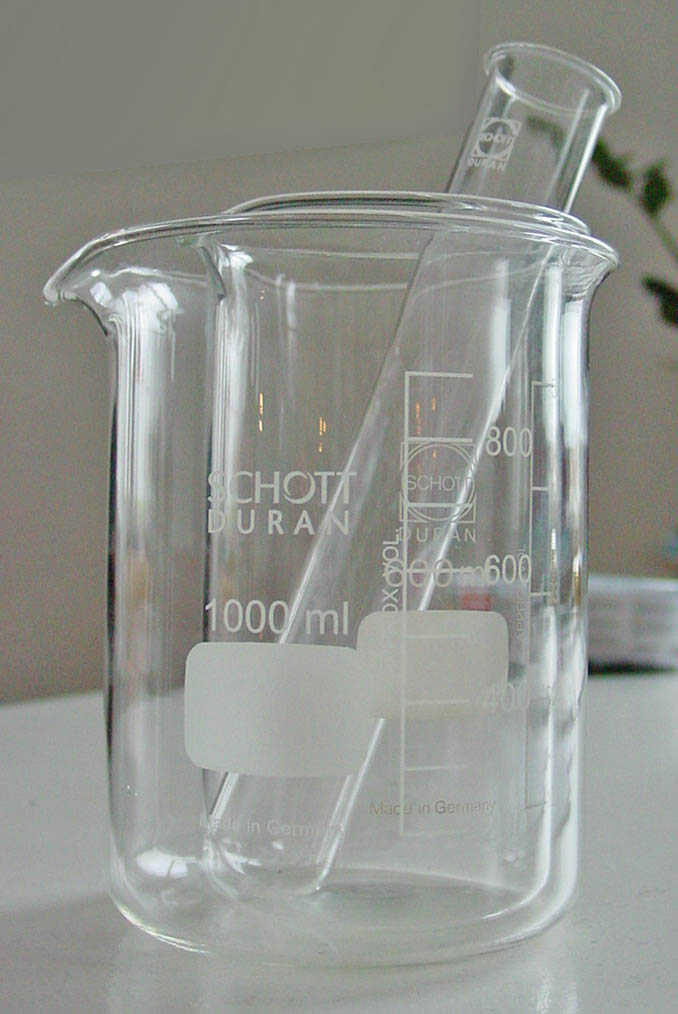
Vidraria construída com borosilicato. São apresentados dóis béqueres e um tubo de ensaio.

O vidro borossilicato que é geralmente composto de 12–15% de B2O3, 80% de SiO2 e 2% de Al2O3 tem um baixo coeficiente de dilatação térmica dando a ele uma boa resistência ao calor. As principais marcas do vidro borossilicato são o Pyrex e o Duran, ambos aplicados na vidraria de laboratórios químicos e em utensílios de cozinha, graças a esta característica em contato com o calor.
As fibras de boro são muito resistentes (cerca de 3600 MPa) e leves, úteis para a indústria aeroespacial para produção de estruturas de compósitos, como também para produtos esportivos (tacos de golfe) e em varas de pesca. As fibras podem ser produzidas pela deposição química em fase vapor do boro em fibras de tungstênio.
As fibras de boro e as molas cristalinas sub-milimétricas são produzidas via deposição química em fase vapor com laser. A translação do laser concentra na viga das ligas complexas estruturas helicais. Várias estruturas apresentam propriedades mecânicas excelentes, tendo um módulo de elasticidade de 450 GPa, o alongamento de 3,7% e a tensão de ruptura 17 GPa. Estas propriedades tornam convenientes as fibras de boro como aditivo na produção de cerâmicas ou em sistemas microeletromecânicos.

### Compostos abrasivos e superduros
| Material                        | Diamante | cubic-BC2N | cubic-BC5 | cubic-BN | B4C | ReB2 |
| ------------------------------- | -------- | ---------- | --------- | -------- | --- | ---- |
| Dureza Vickers (GPa)            | 115      | 76         | 71        | 62       | 38  | 22   |
| Tenacidade a fratura (MPa m1⁄2) | 5,3      | 4,5        | 9,5       | 6,8      | 3,5 |      |

Os compostos de boro em geral são conhecido pela sua extrema dureza e tenacidade.
O carboneto de boro e o pó nitrito de boro cúbico são geralmente utilizados como abrasivos. Os boretos são aplicados para o revestimento de ferramentas via deposição química em fase vapor ou pela deposição física de vapor. A implantação dos íons de boro nos metais e liga através da implantação de íons ou pela deposição de feixes iônicos resulta em um aumento espetacular da resistência superficial e da micro dureza. O laser também é usado para este caso. Estes boretos são uma alternativa para as ferramentas revestidas com diamante e suas superfícies tratadas tem efeitos similares aos boretos de bulk.

### Inseticida
O ácido bórico e o bórax é utilizado para matar baratas, cupins, formigas, pulgas e muitos outros insetos. Para a produção do baraticida, é utilizado tanto o ácido bórico como o boráx com um alimento atraente para o inseto. A sua ação mortífera ocorre pela inibição das funções intestinais das baratas, levando-a à morte.

### Magnetos
O boro é um dos elementos químicos encontrados nos ímãs de neodímio que são tipos de ímãs permanentes com grande força magnética. Esses ímãs são encontrados em diversos componentes eletromecânicos e eletrônicos, como nas imagens por ressonância magnética, em pequenos motores e em atuadores. Por exemplo, nos discos rígidos dos computadores e nos tocadores de DVDs o ímã de neodímio distribui uma notável potência giratória em um conjunto compacto. Nos telefones celulares, os ímãs criam os campos magnéticos onde ligam pequenos alto-falantes que possuem uma potência de som apreciável.

### Pesquisas
O diboreto de magnésio é um importante material supercondutor com sua temperatura de transição de 39 K. Os fios de MgB2 são produzidos com o processo de fiação e aplicado nos ímans supercondutores.
O boro amorfo é utilizado como inibidor de ponto de fusão no revestimento das ligas de cromo-níquel.

### Semicondutores
O boro é um dopante utilizado para muito tipos de semicondutores como o silício, germânio e o carbeto de silício. Tendo um elétron de valência a menos a receber em cada átomo, ele doa um buraco resultando em um condutividade tipo P. O método tradicional de adicionar o boro aos semicondutores é a partir da difusão atômica em alta temperatura. Este processo usa ambas as substâncias: (B2O3) em estado sólido, o (BBr3) em estado líquido ou o (B2H6 ou BF3) em estado gasoso. Entretanto, depois de 1970, este processo foi substituído pela implantação de íons que emprega predominantemente o BF3 como fonte do elemento. O gás tricloreto de boro é também uma substância química importante na indústria de semicondutores, não no processo de dopagem, mas na corrosão por plasma de metais e seus óxidos. O trietilborano também é injetado dentro de reatores para a deposição química em fase vapor como uma fonte de boro como por exemplo em filmes de carbono duros, filmes de nitreto de boro e silício e para a dopagem de filmes de diamante com boro.

### Outras aplicações
- O Boro é usado em reatores nucleares com a função de materiais de controle e finalização da reação de fissão nuclear em cadeia , pois é excelente absorvente de nêutrons;
- O boro amorfo é usado em fogos de artifício devido a coloração verde que produz;[60]
- Também é aplicado seus compostos na fabricação de medicamentos, germicidas e na metalurgia;[6]
- Os boratos são considerados substâncias ecologicamente corretas para o tratamento de madeiras;[61]
- O borato de sódio é utilizado como fundente nas soldas de prata e ouro;
- O cloreto de amónio é utlizado nas soldas de metais ferrosos[62] Eles também são utilizados como aditivo retardante nas roupas de plástico e borracha;[63]
- O ácido bórico (também conhecido como ácido ortobórico) H3BO3 é utilizado na produção de fibras de vidro , nos monitores de computador [39][64] e na produção de muitos adesivos baseados em acetato de polivinila e álcool polivinílico;
- Os adesivos de amido e caseina contêm tetraborato de decahidrato (Na2B4O7·10 H2O);
- Muitos produtos anticorrosivos contêm borax.[65]

## Papel biológico
O boro influencia a atividade de pelo menos 26 enzimas como inibidor ou moderador de caminhos metabólicos em plantas. É um nutriente essencial às plantas, necessário para a manutenção das paredes celulares. Todavia, em concentrações superiores a > 1.0 ppm pode provocar a necrose em pontas e margens das folhas assim como um crescimento menor do que o esperado. Níveis tão baixos quanto 0.8 ppm podem causar os mesmos sintomas em plantas sensíveis ao boro no solo. Quase todas as plantas, mesmo aquelas que são tolerantes ao elemento, irão demonstrar alguns dos sintomas da toxidade quando a concentração no solo for superior a 1.8 ppm. Quando esta for superior a 2.0 ppm, poucas plantas conseguirão se desenvolver e podem não sobreviver. Nos tecidos das plantas, os sintomas surgem quando a concentração é superior a 200 ppm.
O elemento tem importância biológica no sistema reprodutor, locomotor e imunológico em algumas espécies de animais e na retenção do mineral do Cálcio pelo corpo humano. Também está presente em funções de membrana celular, no qual prolongam a estrutura em ausência de água.

### Nutrição
Em alimentos, está distribuído de forma desigual sendo o consumo diário da ordem de 1 mg assim como para a água ingerida. O boro inorgânico não é absorvido no trato intestinal sendo excretado pelo sistema urinário e pesquisas com animais indicam a existência de um regulador fisiológico que expele qualquer excesso ingerido pela dieta alimentar.

## Toxicologia
A dose letal para humanos não foi estabelecida e sinais de intoxicação aguda incluem por exemplo náusea, vômito, dor de cabeça e hipotermia. Intoxicações crônicas podem incluir sintomas como, por exemplo, diminuição de apetite, peso e volume seminal. Os tratamentos variam de lavagens gástricas a diálises, quando a concentração no sangue é elevada.